# Водопроводчик (фильм)
«Водопроводчик» (англ. The Plumber) — австралийский кинофильм 1979 года, триллер, снятый режиссёром Питером Уиром. Изначально снят для показа на австралийском телевидении, но впоследствии (при обретении популярности Питера Уира за рубежом) был показан в кинотеатрах нескольких стран, включая США.

## Сюжет
Джилл Каупер работает над кандидатской диссертацией по антропологии, предпочитая делать это дома, в тишине и одиночестве. Неожиданно её уединение нарушает странный человек назвавшийся водопроводчиком по имени Макс, поначалу ведущий себя сдержанно, но уже некоторое время спустя его беспардонное поведение начало доставлять дискомфорт для Джилл. Минутная работа затягивается на часы, дни, недели, а водопроводчик начинает уже по-настоящему пугать Джилл своими бесцеремонными выходками. В это же самое время муж Джилл, доктор Брайн Каупер, занят подготовкой к интервью для группы, прибывающей из Всемирной организации здравоохранения. Лучшая подруга (Мег), муж, и прочие жильцы дома считают Макса славным парнем, который отлично находит общий язык с окружающими. Сантехнические работы однако не продвигаются к концу, а частые визиты Макса по-настоящему выводят из себя Джилл, лишая равновесия и возможности сосредоточиться над своей работой. Кто же на самом деле этот водопроводчик?!

## В ролях
- Джуди Моррис — Джилл Каупер
- Айвор Кэнтс — Макс (водопроводчик)
- Роберт Колеби —  доктор Брайн Каупер
- Кэнди Рэймонд — Мег
- Генри Шепс — Дэвид Медавоу
- Йоми Абиудан — доктор Мату
- Беверли Робертс — доктор Джапари
- Брюс Розен — доктор Дон Фелдер